# Jules Vieille
Pour les articles homonymes, voir Vieille.
Jules Marie Louis Vieille, né le 23 décembre 1814 à Besançon et mort le 5 août 1896 à Paris, est un enseignant de mathématiques et haut fonctionnaire de l'éducation nationale français.

## Biographie
Après des études secondaires au collège royal de Besançon, Jules Vieille fait, de 1833 à 1836, des études supérieures scientifiques à l’École normale et à la faculté des sciences de Paris où il obtient les licences ès sciences mathématiques, physiques et naturelles. Nommé agrégé des sciences en 1836, il est affecté le 30 septembre 1836 comme professeur en classe de mathématiques élémentaires au collège royal de Caen, l'année suivante (10 octobre 1837) il est suppléant à celui de Metz, puis deux ans plus tard (25 septembre 1839) professeur en classe de mathématiques spéciales au collège royal de Toulouse. Il est également suppléant du cours de mathématiques appliquées à la faculté des sciences de Toulouse. L'année suivante, 1840, il obtient à 25 ans le doctorat ès sciences mathématiques devant la faculté des sciences de Paris (2 septembre), puis est nommé (9 octobre) agrégé de mathématiques près la faculté des sciences de Paris et professeur à la faculté des sciences de Rennes qui vient d'être créée. Il n'y reste cependant qu'un an, sans y enseigner véritablement, étant chargé par intérim des fonctions d'inspecteur général. Souhaitant rejoindre Paris, il obtient en effet sa nomination comme agrégé divisionnaire en classe de mathématiques élémentaires au collège royal de Louis-le-Grand le 15 septembre 1841  et il est également chargé le 28 septembre de la suppléance de Charles François Antoine Leroy, maitre de conférences à l’École normale, responsable des conférences de géométrie analytique et descriptive de première année, de celle de mécanique en deuxième année et de la préparation au concours d'agrégation en troisième année. En 1844 il est chargé de la suppléance de Louis-Benjamin Francœur pour le cours d'algèbre supérieure et géodésie de la faculté des sciences de Paris, et le 12 août 1844 il est nommé agrégé divisionnaire de la classe de mathématiques spéciales à Louis-le-Grand, professeur divisionnaire le 30 décembre 1845 et professeur titulaire le 30 aout 1853 (avec un congé entre octobre 1848 et janvier 1850). Il succède à Leroy à l'École normale le 14 mars 1845. Dix sept ans après son arrivée à Paris, il quitte ses fonctions d'enseignant au lycée impérial Louis-le-Grand en 1858 (où il est remplacé par Jean-Claude Bouquet) et à l'École normale supérieure (il y est remplacé par Joseph Bertrand) pour devenir inspecteur de l'Académie de Paris le 25 août 1858, puis inspecteur général de l'enseignement secondaire le 12 février 1862. Il est ensuite nommé recteur de l'Académie d'Aix en Provence (11 septembre 1867) puis de Dijon (3 octobre 1873) et est admis à la retraite le 27 novembre 1880.
Il est le père du chimiste Paul Vieille.